# Vieux-Nice
Le Vieux-Nice est la partie ancienne de la ville de Nice.
Il est animé le jour par de nombreux commerces, pouvant être aussi bien extrêmement typiques (vente d'olives et d'épices de toutes sortes, de légumes locaux ou de fleurs de la région) que très modernes (boutiques de vêtements à la mode, nombreux tatoueurs) ainsi que des galeries d'artistes. La nuit, il est un lieu de rendez-vous et de sortie pour les niçois. Ses ruelles étroites sont en effet jalonnées de restaurants, de pubs et de boîtes de nuit de toutes sortes.
Ses habitants parlent aussi de la « vieille ville » (vielha vila en niçois). Autrefois, le surnom de babazouk lui était également donné, adaptation locale de l'expression arabe signifiant la « porte du souk »,.
Le Vieux-Nice est bordé :
- à l'est : par la colline du château (la forteresse en question fut détruite en 1706 par les troupes de Louis XIV assiégeant une nouvelle fois la ville, l'un des boulets tiré par les assiégeants tombant dans la réserve de poudre de la citadelle) ;
- au sud : par la mer et le quai des États-Unis (prolongement de la promenade des Anglais) ;
- à l'ouest : par la couverture du Paillon (sur laquelle sont notamment construits la place Masséna et le Théâtre national de Nice) ;
- au nord : par la place Garibaldi.

Le quartier comprend plusieurs bâtiments administratifs comme la mairie ou encore le Palais de justice. On y trouve aussi l'Opéra de Nice.

## Histoire
Influence turinoise
source : Le forum d'urbanisme de Nice

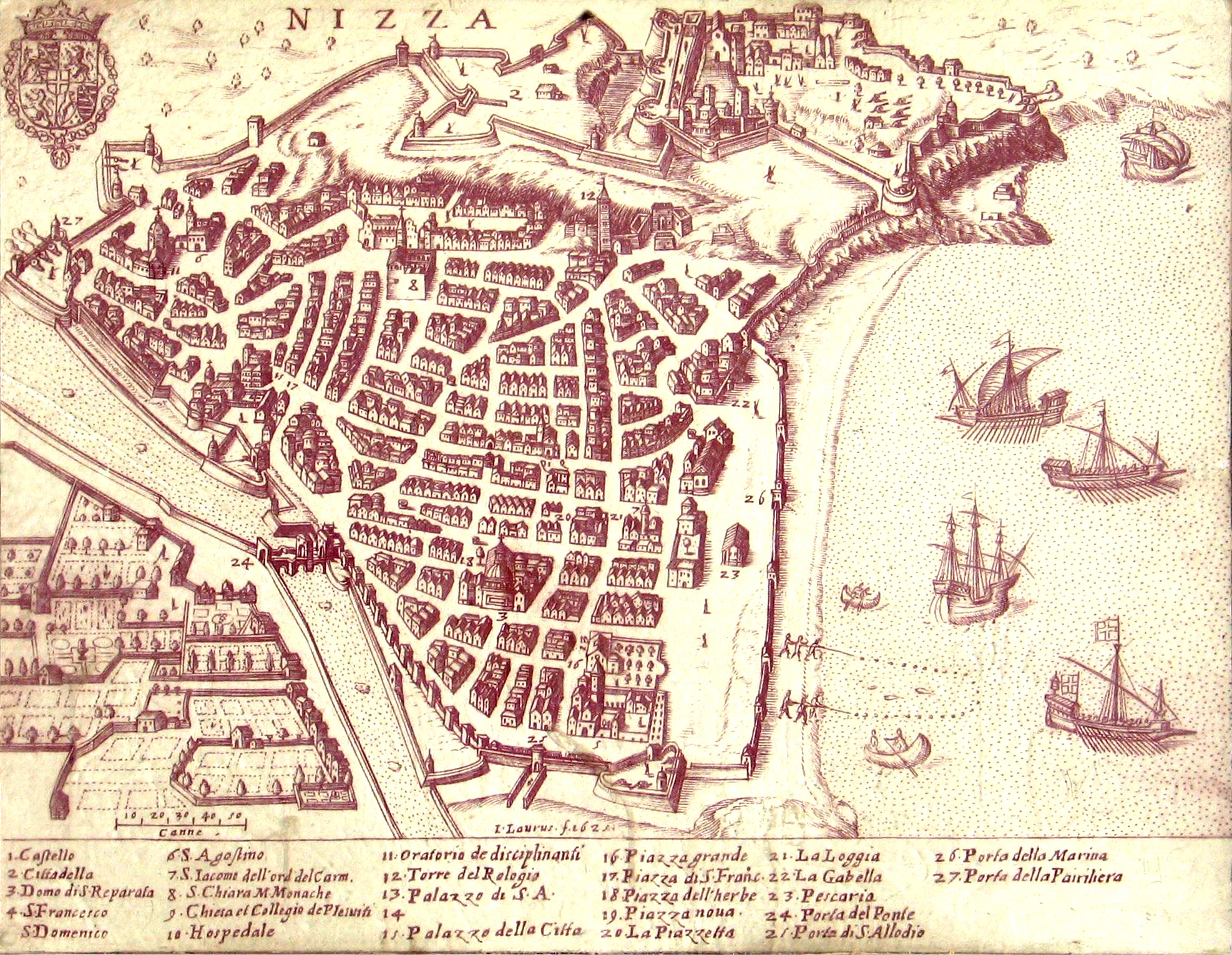
Le plan de Nice de 1624 qui correspond à la Vieille ville d'aujourd'hui

Dès 2009, dans le cadre du 150e anniversaire du rattachement de l’ancien comté de Nice à la France, la ville de Nice entreprend son embellissement au travers d'importants travaux de rénovation.
C’est dans ce quartier que sont nés Henri Betti (au 1 rue Barillerie) et sa sœur Freda Betti (au 52 rue des Ponchettes).

## La vie dans le Vieux-Nice
Capitale azuréenne des fêtes nocturnes, les soowoo  ruelles étroites du Vieux-Nice sont animées par des restaurants, bars, pubs et boîtes de nuit. Au matin, le caractère authentique de la ville reprend ses droits et les habitants vont faire leurs achats sur le marché du cours Saleya.
La vieille ville a cependant lentement perdu son caractère de village depuis les années 1970, les commerces traditionnels de proximité, en particulier les tripiers autrefois très nombreux, ont disparu, faisant place à ceux destinés davantage aux touristes. On n'y entend presque plus parler niçois alors que la langue locale était très usitée jusque dans les années 1960.

## La climatisation naturelle du Vieux-Nice
Le quartier dispose d'une climatisation naturelle. Les constructeurs niçois ont en effet tiré parti des mouvements naturels des masses d’air et des vents marins pour climatiser la vieille ville.
En matière de mécanisme météorologique, un principe énonce que lorsque deux lieux proches ont des températures différentes, un déplacement d’air se crée, ce qui va rétablir l’équilibre thermique. Or, en été, les toits sont surchauffés par le soleil. En revanche, quelques mètres plus bas, les ruelles étroites et profondes sont plus fraîches. Quelques degrés de différence suffisent pour mettre en mouvement l’air. Celui-ci est alors aspiré vers le haut et le linge pendu aux fenêtres sèche avec rapidité. C'est le cas dans toutes les villes disposant d'un réseau de rues étroites.
Mais dans le Vieux-Nice, certaines particularités architecturales accentuent ce phénomène. Ainsi, les clairoirs, des ouvertures grillagées placées au-dessus des portes des maisons du Vieux-Nice qui par leur art et leur diversité contribuent au charme des lieux, ne sont pas seulement des éléments décoratifs. Associées à d’autres éléments architecturaux, elles participent activement à rendre supportable l’atmosphère des étroites ruelles et des habitations, particulièrement lors des canicules estivales.
Les clairoirs constituent une prise d’air, comme les volets niçois dotés dans leur partie basse d’un clapet entrebâillé vers la ruelle (que les vieux Niçois appellent des "jalousies", car elles permettent de voir sans être vu). L'air aspiré peut alors s’engouffrer respectivement dans le corridor et les pièces d’habitation et remonter dans la cour intérieure de l’immeuble. Ce courant d’air à l’échelle d’une habitation est expulsé par une verrière placée sur le toit et qui elle-même contribue à renforcer encore l’effet de « cheminée thermique ».

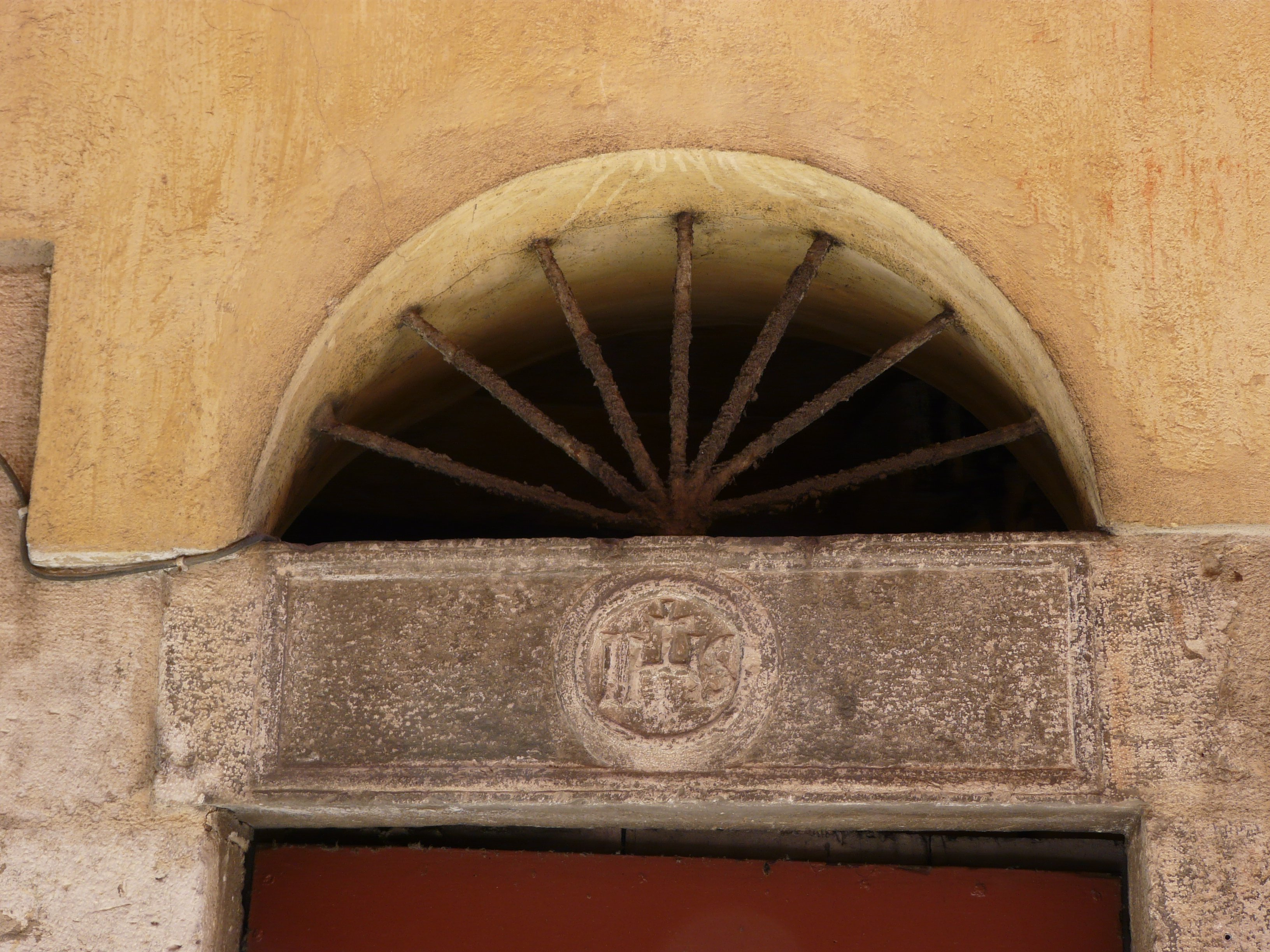
Clairoir au-dessus d'une porte d'un immeuble du Vieux-Nice.
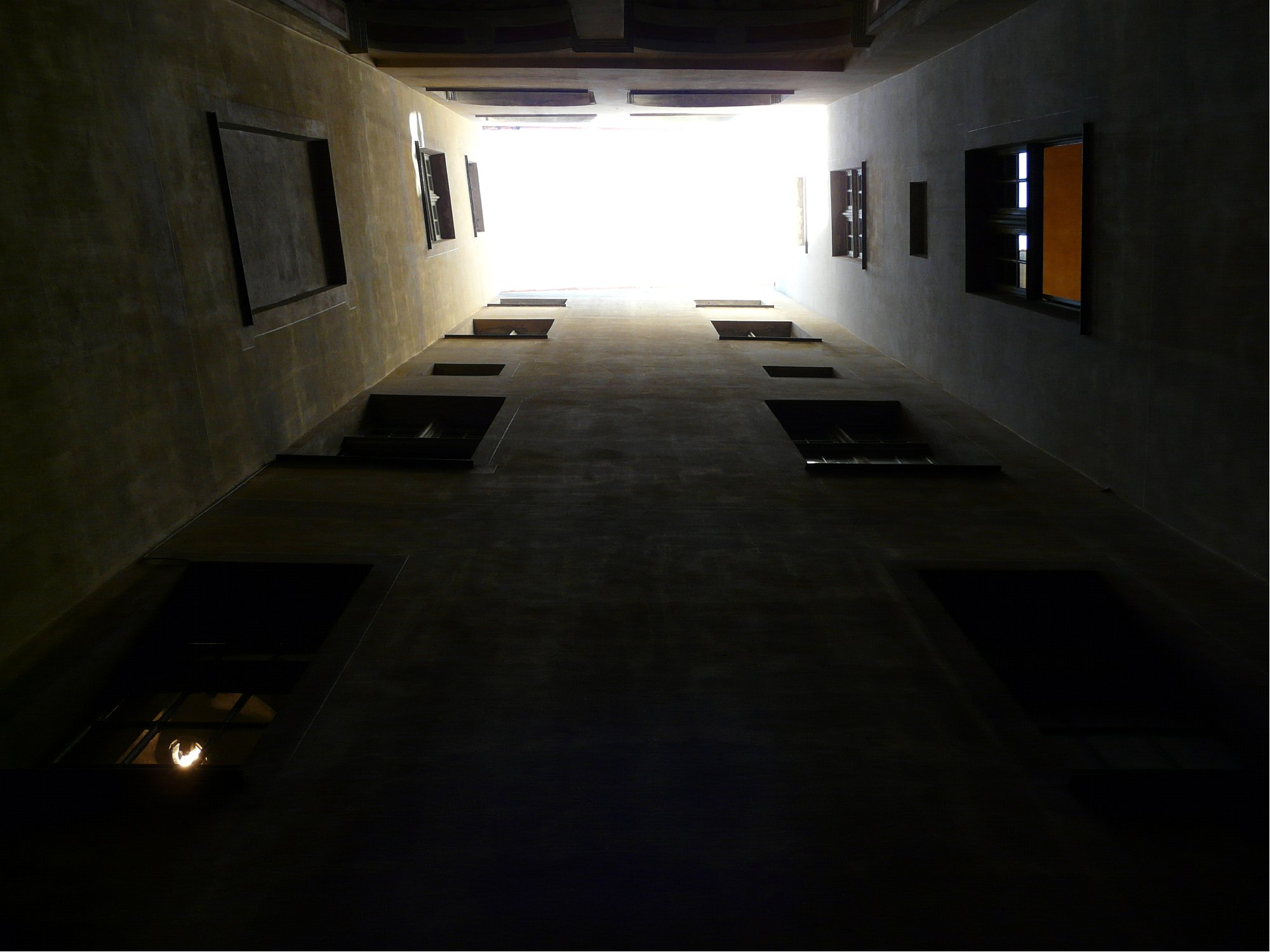
Cour intérieure (salestre) d'une maison du Vieux-Nice.
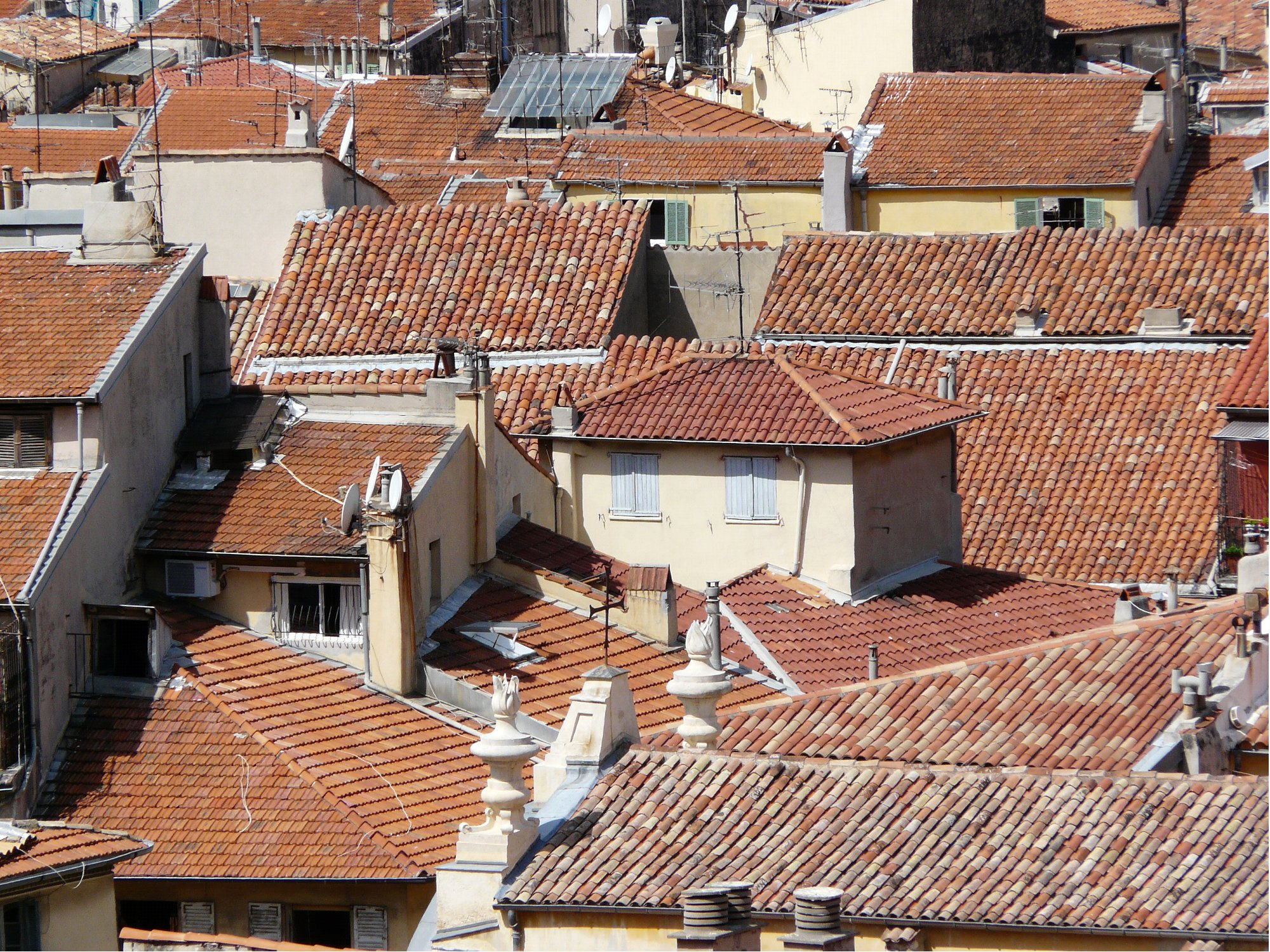
Toits du Vieux-Nice et verrière d'évacuation.
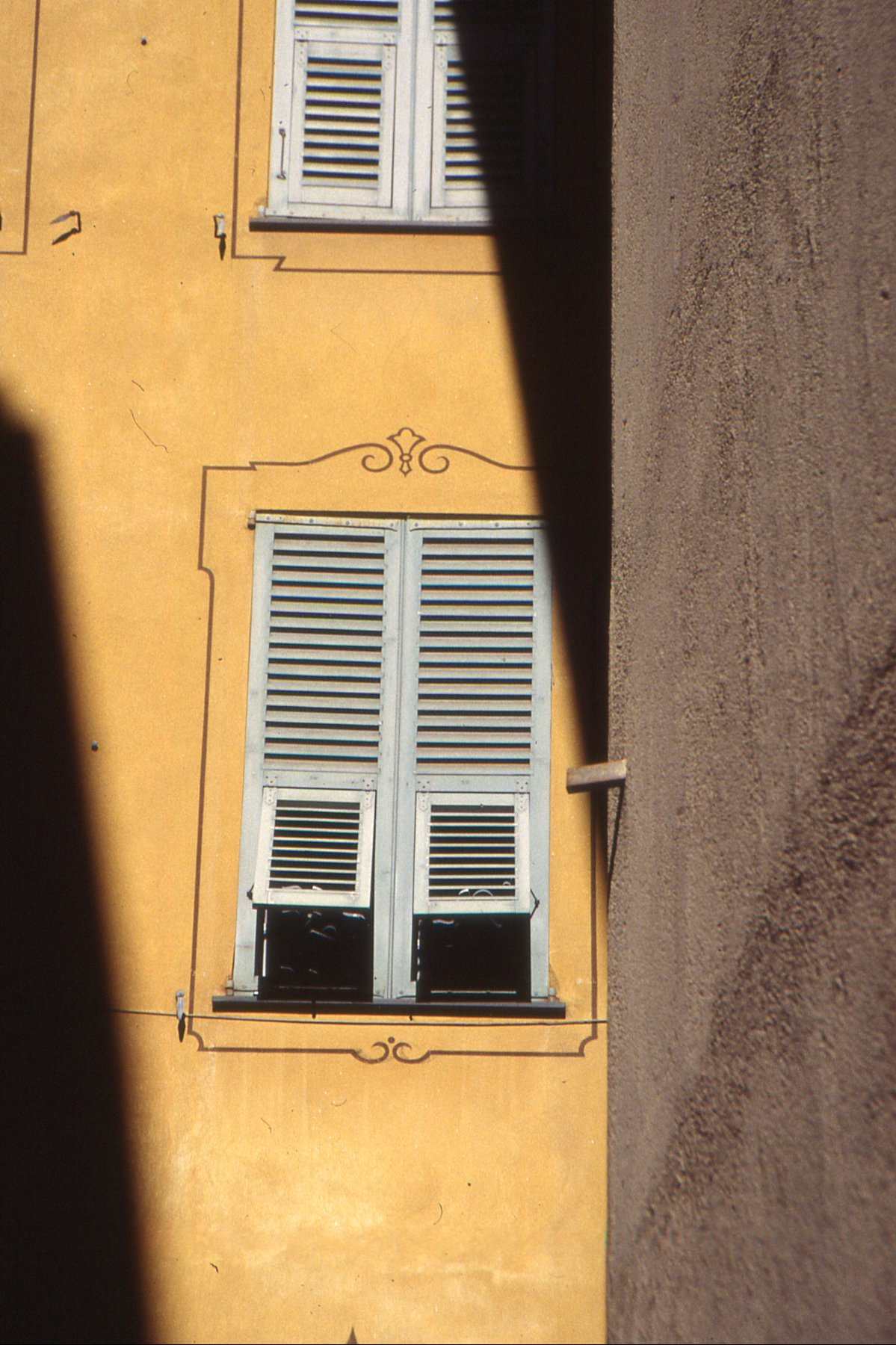
Volets « niçois » avec clapet de prise d'air (appelés "voyeuses" par les habitants) .

## Galerie de photos génériques

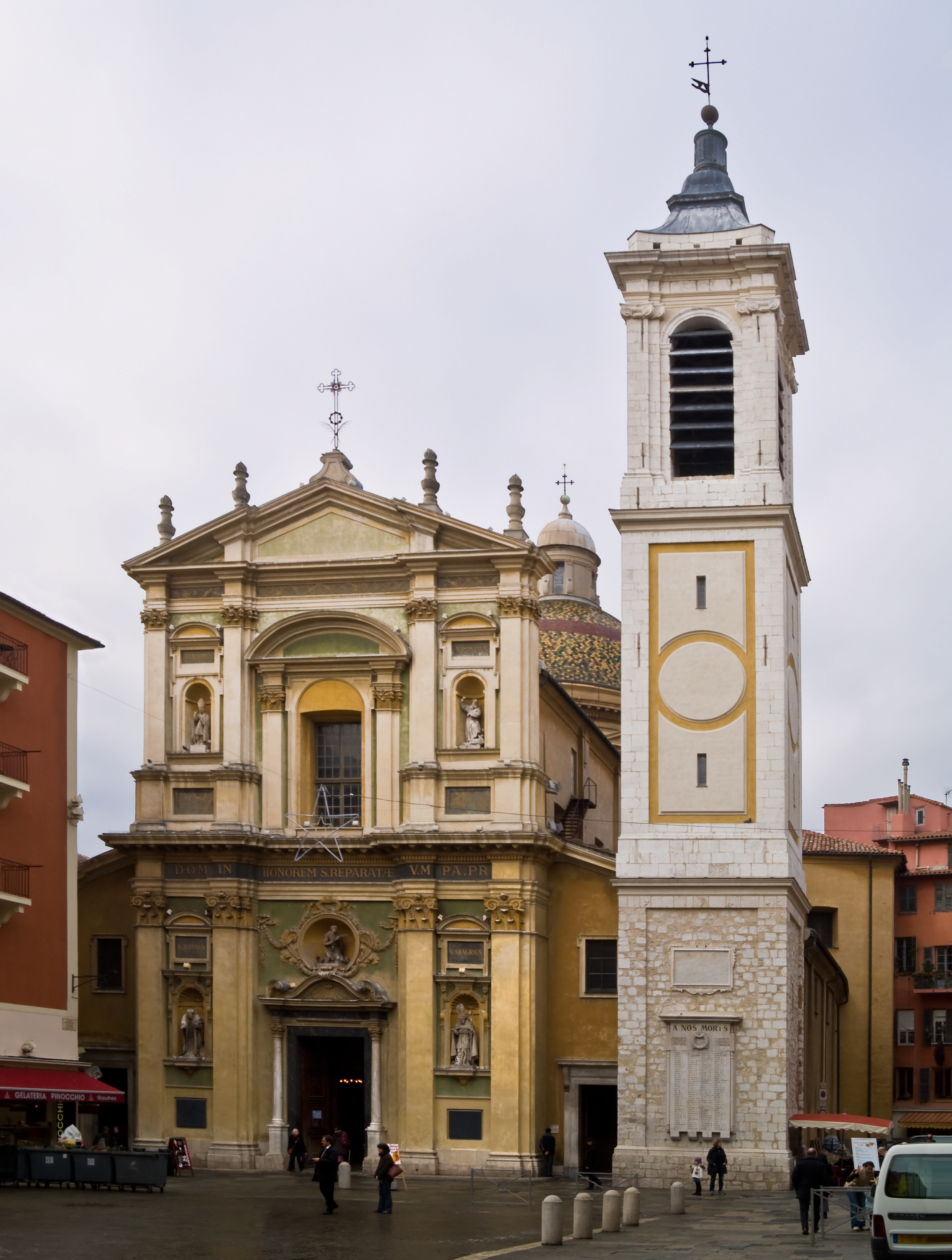
La cathédrale Sainte-Réparate
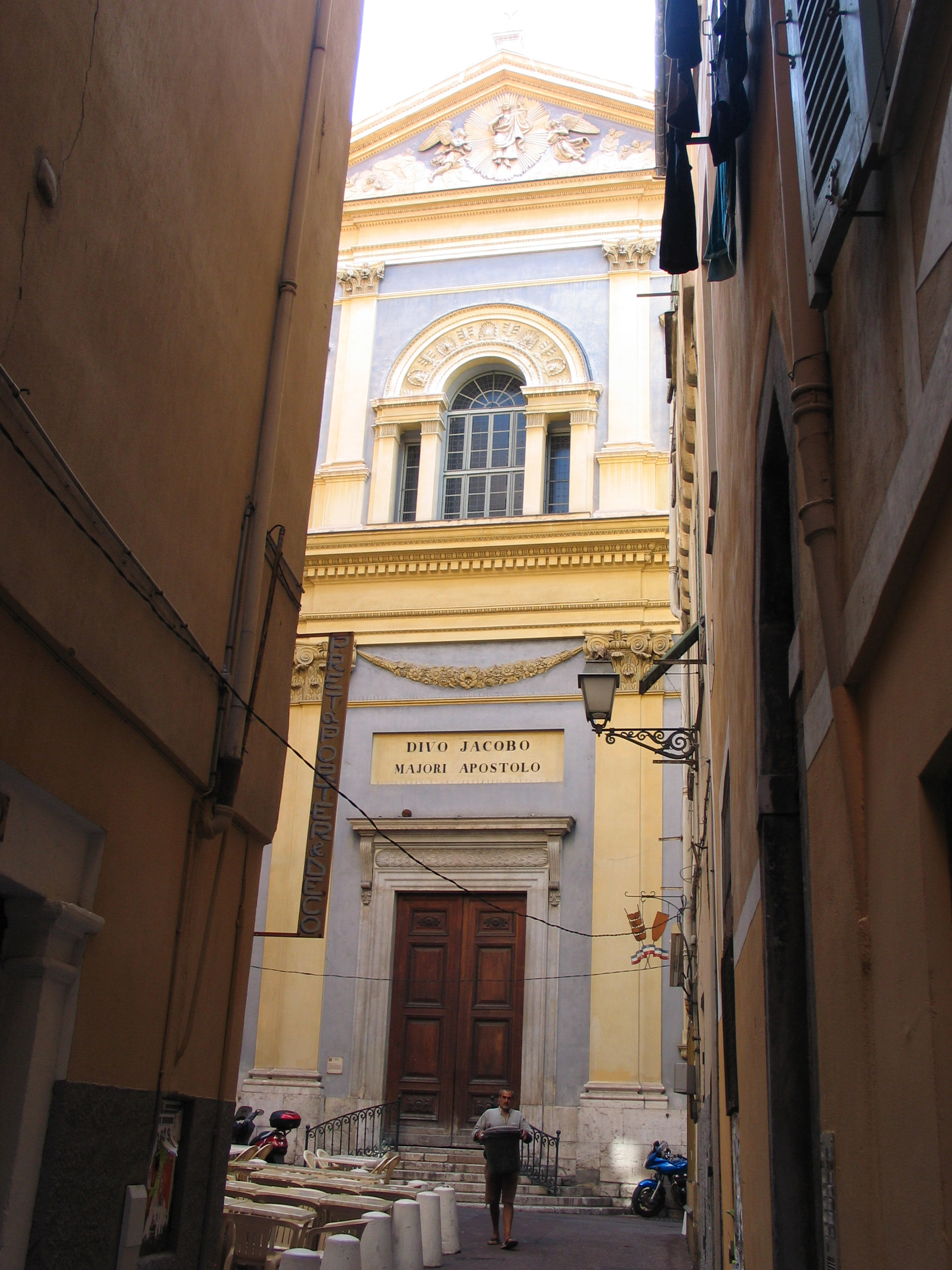
Façade de l’église du Gesù de Nice
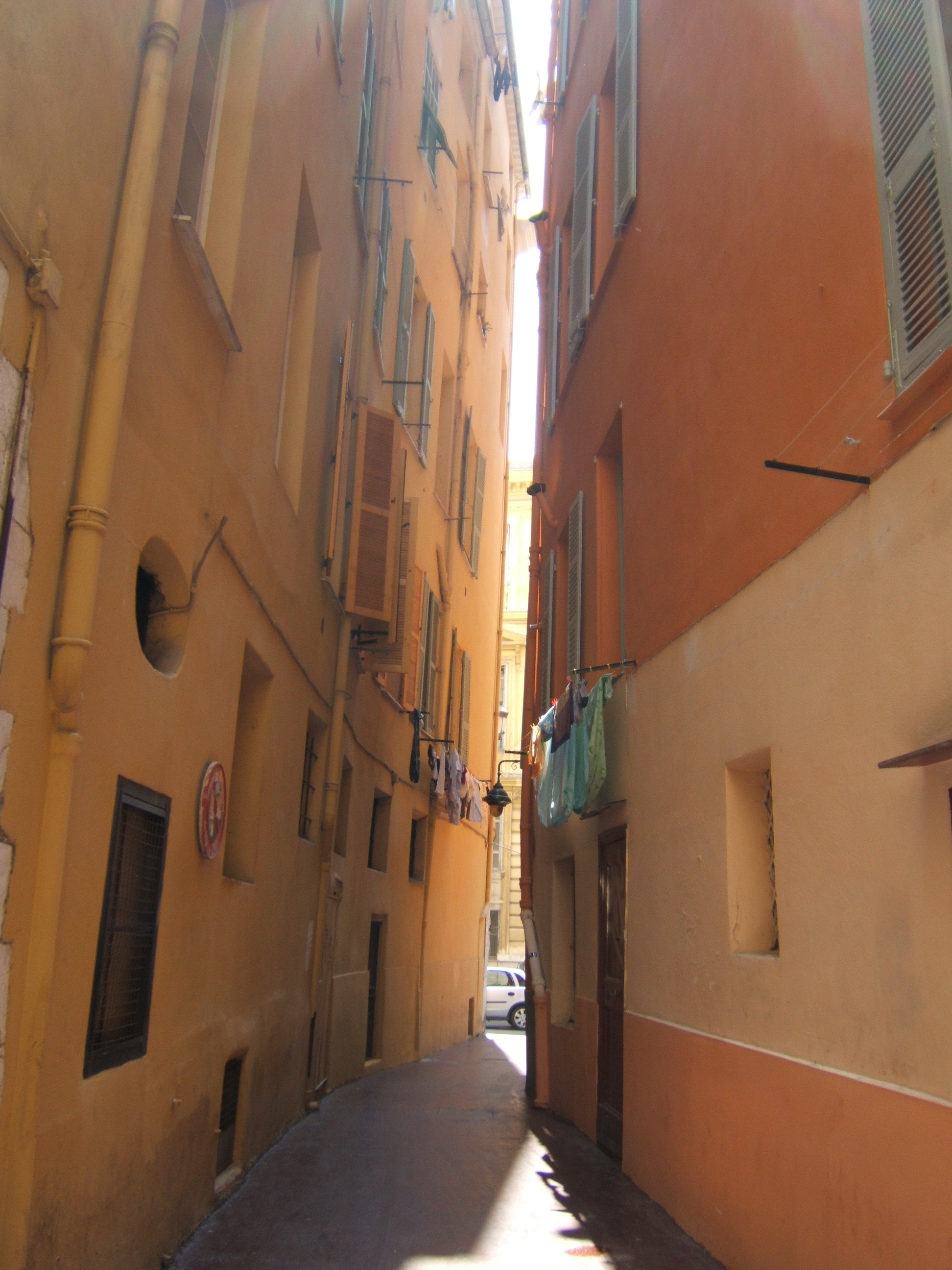
La lumière s'infiltrant entre les murs orangés et rapprochés d'une ruelle du vieux Nice donnent l'impression d'un "Antelope Canyon" urbain et rectiligne.
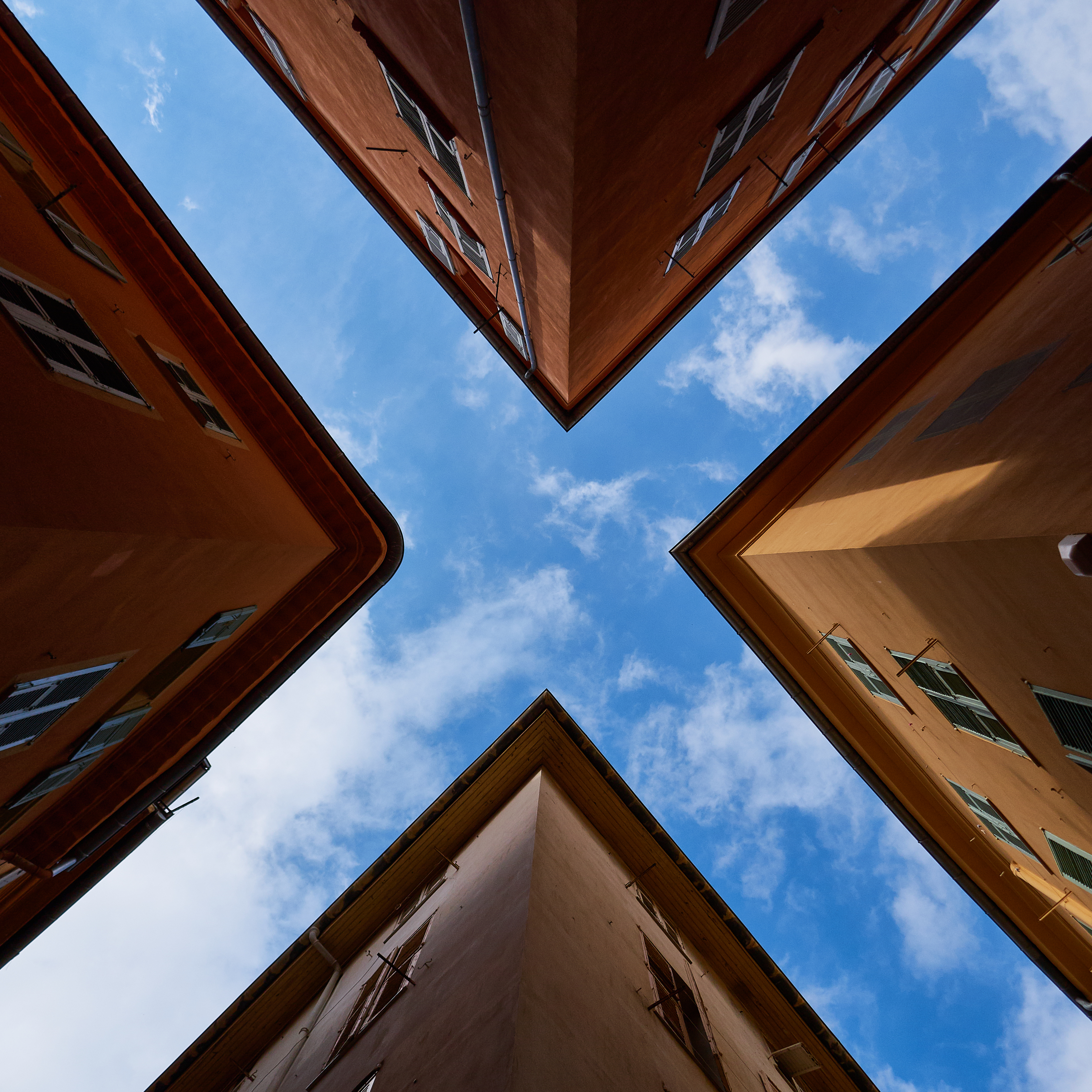
Au croisement de la rue de l'Abbaye et de la rue Saint-Vincent dans le Vieux-Nice. Octobre 2019.

## Les rues du Vieux-Nice

### A

#### Abbaye (rue de l’)
La rue fut nommée ainsi car elle constituait le centre administratif de l'abbaye de Saint-Pons située bien plus au nord dans la vallée du Paillon (l'actuel hôpital Pasteur). L'abbaye, fondée par Charlemagne, se trouva couverte de legs de la noblesse locale avant l'an mil. Ces activités furent scindées par la suite du monastère et rassemblées dans cette rue. Les immenses étendues furent peu à peu fractionnées ou vendues au fil des siècles.

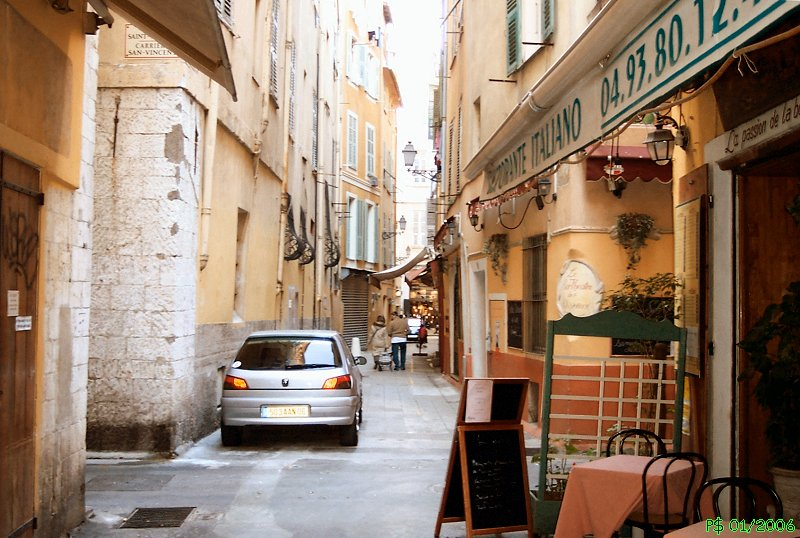
La rue de l'Abbaye en ouest.
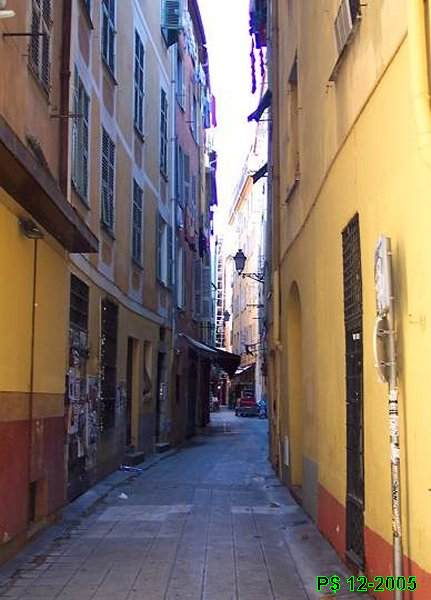
La rue de l'Abbaye en est. B Barillerie (Rue) Dans cette rue, s'exerçait la profession de tonnelier ; au no14, la famille Bréa faisait partie de cette corporation et c'est là qu'est né , au XVèmesiècle, le grand peintre primitif Louis Bréa ; ce dernier collabore avec son frère Antoine, et le fils de ce dernier, François. Les œuvres de Louis Bréa sont connues dans tout le triangle de la maison de Savoie, Nice-Gênes-Turin et constituent un patrimoine religieux unique.

### C

#### Charles-Felix (place)
La place n'est que le fond oriental du Cours Saleya, aux pieds de la colline du château.
Au fond la colline du château. Le peintre Henri Matisse y séjourna.

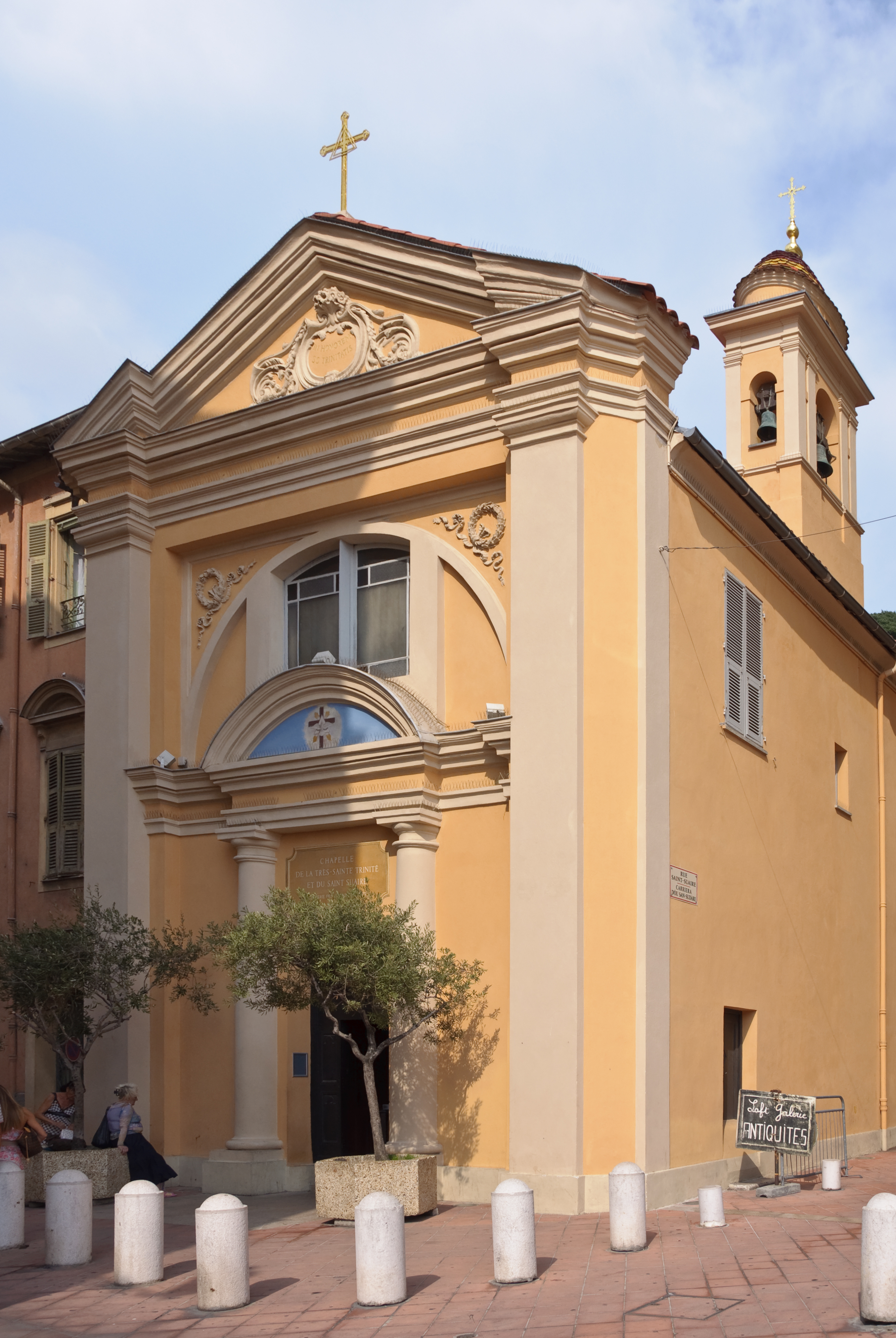
La chapelle du Saint-Suaire des Pénitents rouges.
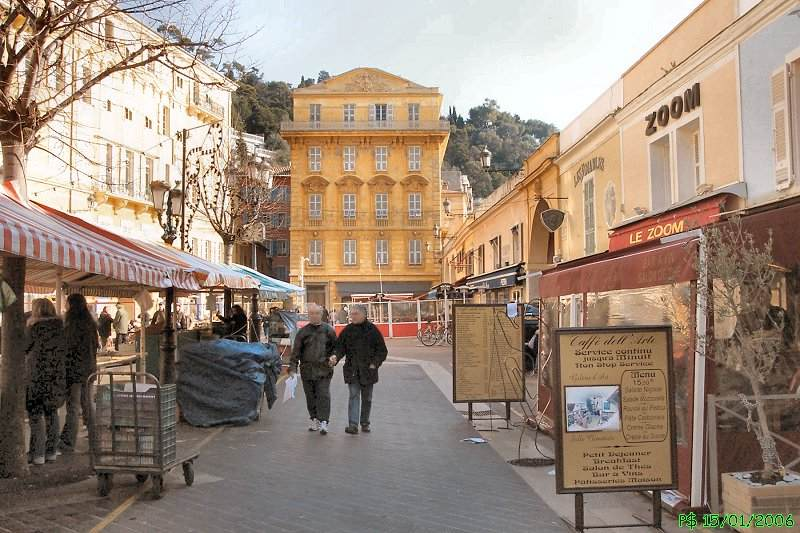
Le Cours Saleya.

#### Collet (rue du)
Située au sud de la place Saint-François, elle commence au même emplacement que la rue Droite mais longe le Paillon.
- no 2ter rue du Collet : Maïoun Secondo
- no 7 : La maison de l'ecclésiastique et historien Gioffredo

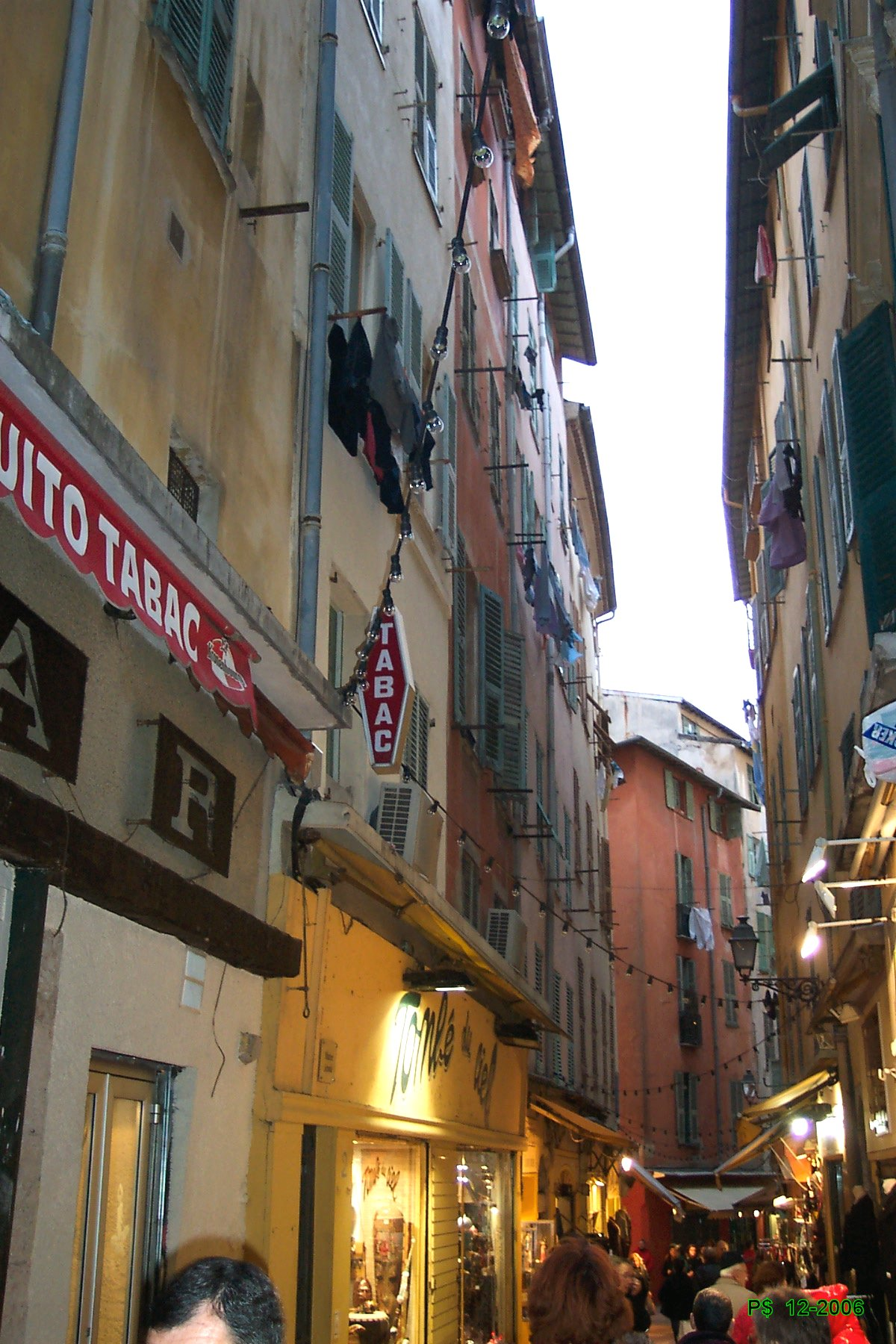
La rue du Collet avec la maïon Secondo.
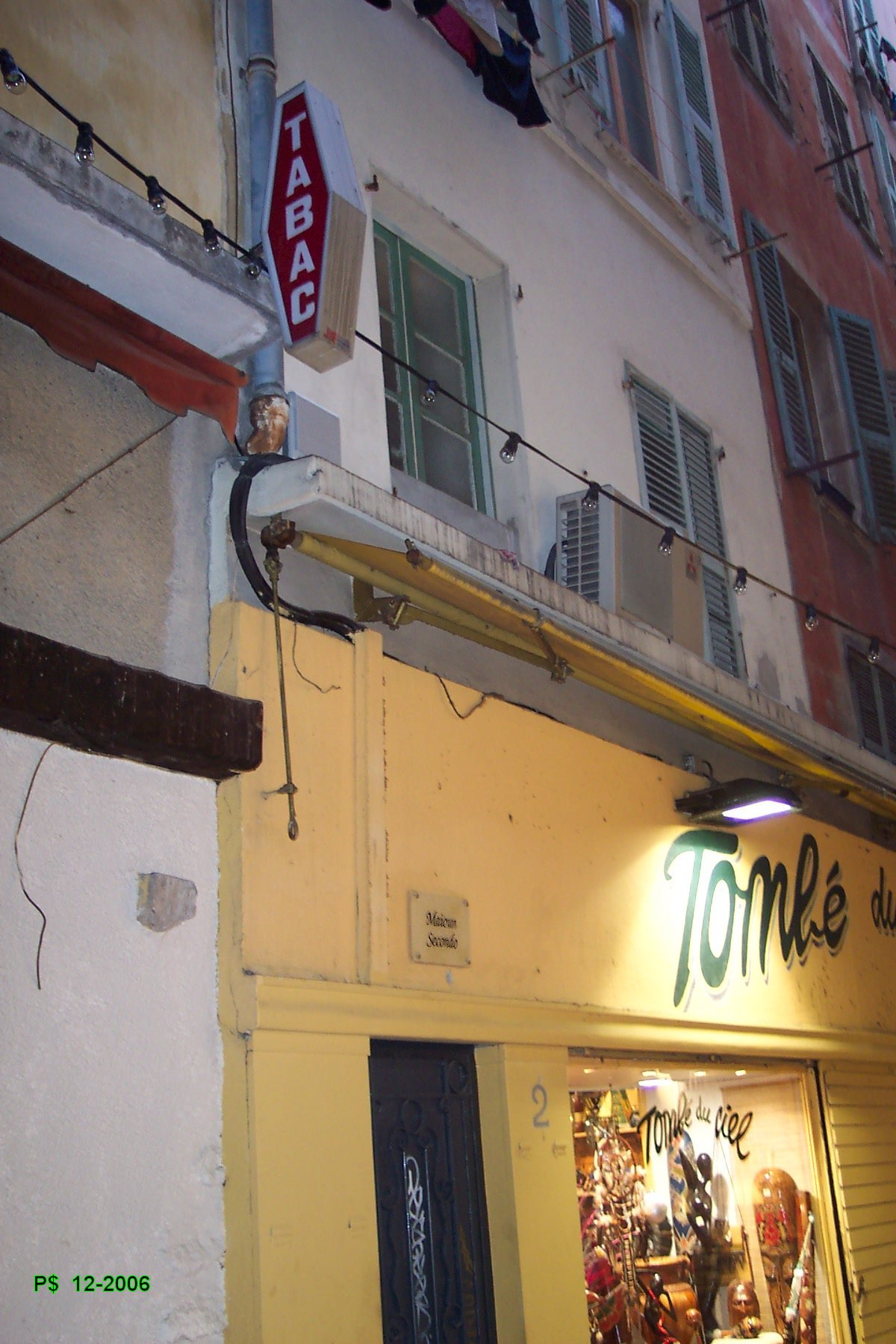
Plaque nominative entre les commerces
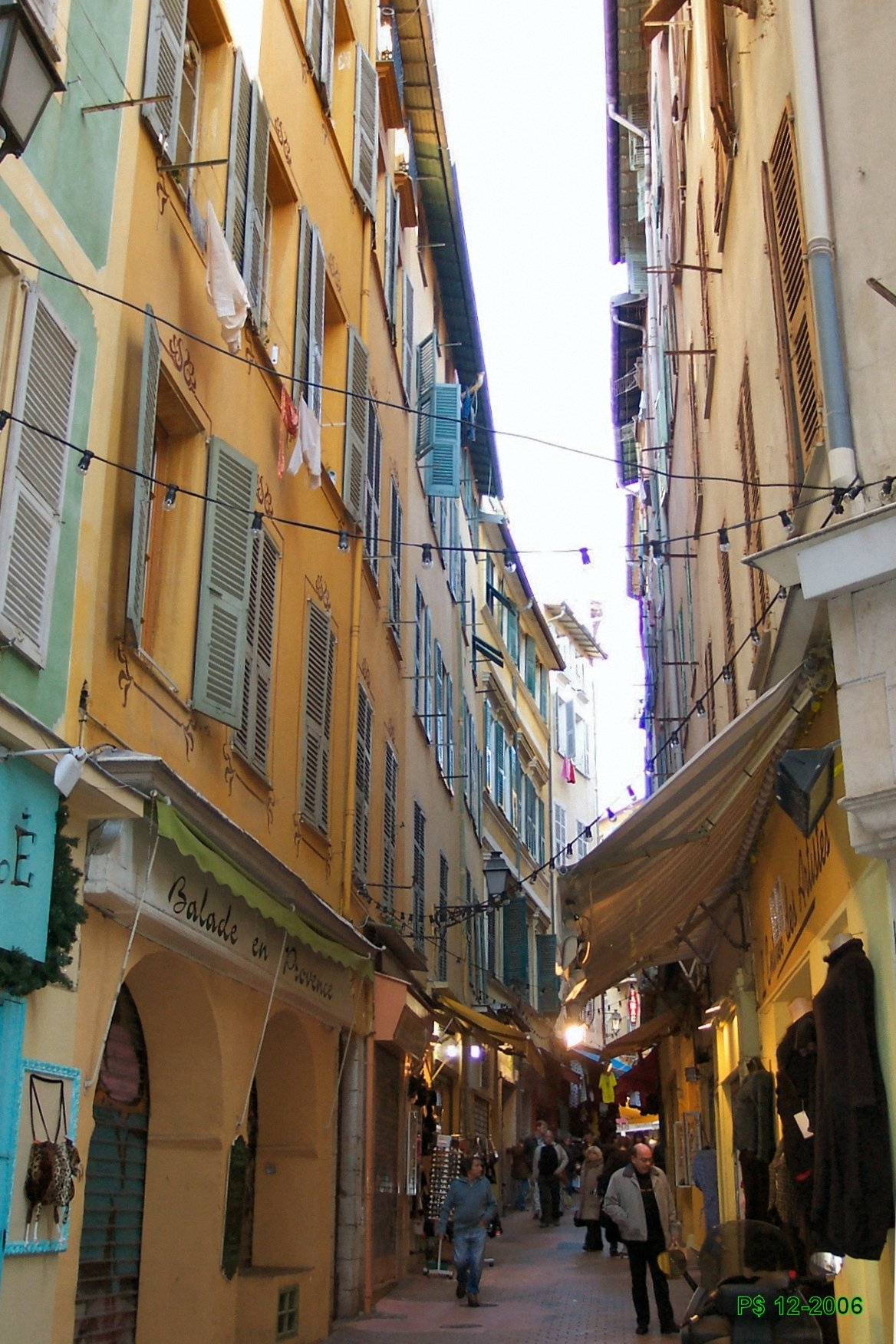
À gauche, la maison de Gioffredo.

### D

#### Droite (rue)
Elle n'a rien de "droit" mais son nom provient d'une mauvaise traduction de drecha qui signifie directe. C'était, en effet, la rue qui reliait la plage des Ponchettes située au sud jusqu'au bastion Pairolière situé sur la limite nord de la vieille ville. Les marchandises y transitaient sur cet axe étroit par porteurs, mulets ou charetons.
 Visite de la rue Droite

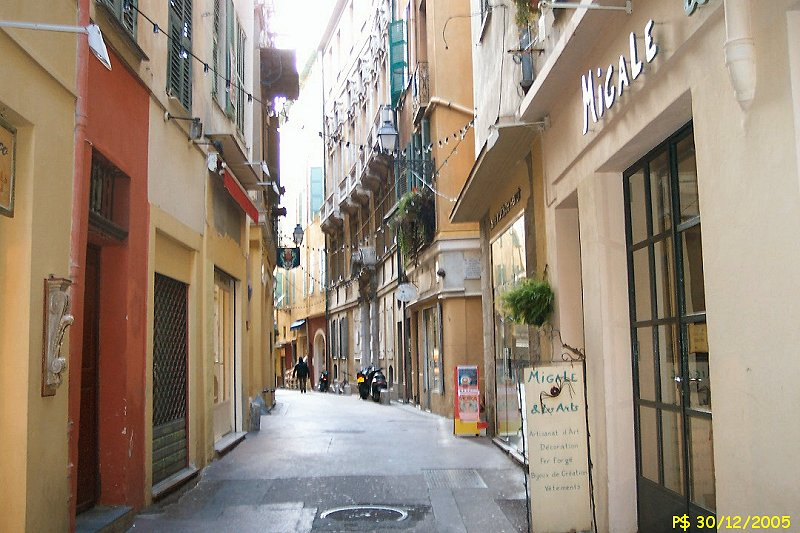
Début de la rue Droite.
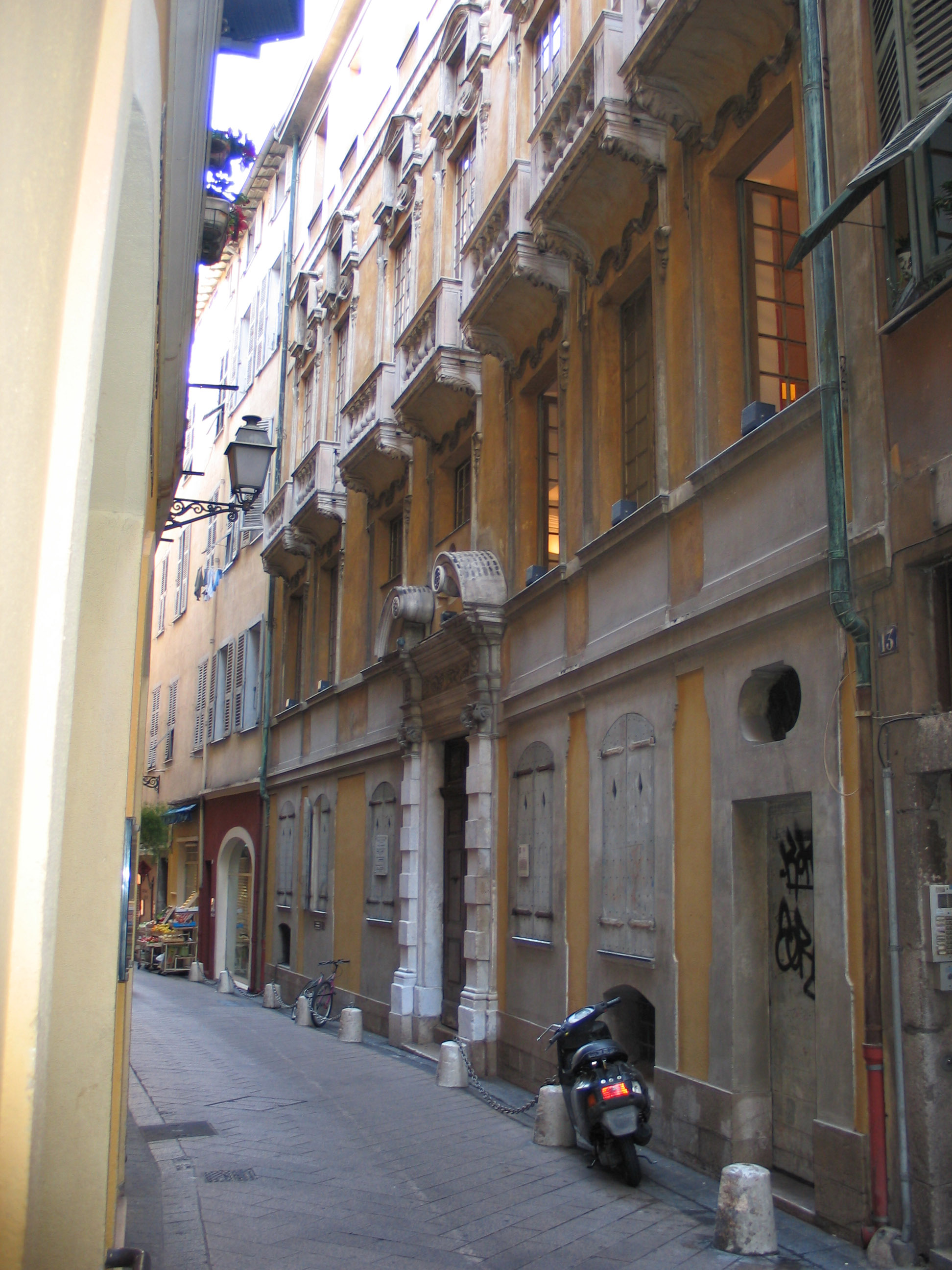
Le Palais Lascaris.

### G

#### Garibaldi (place)
Histoire : Après le minage des remparts de Nice, la vieille ville put s'ouvrir vers le nord par une large place construite sur un plan carré et arcades.

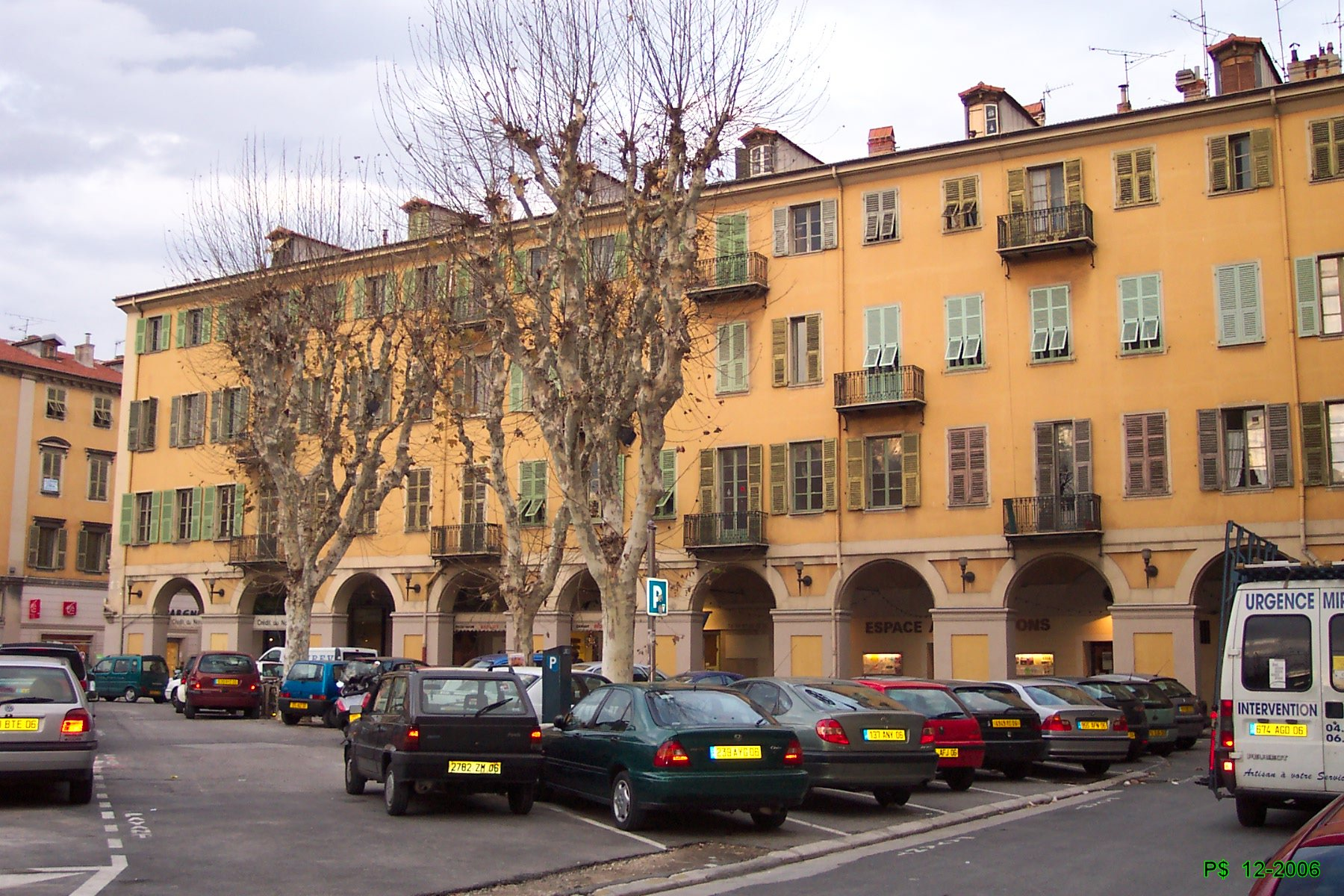
Palais Avigdor, circa 1750 10 Place Garibaldi
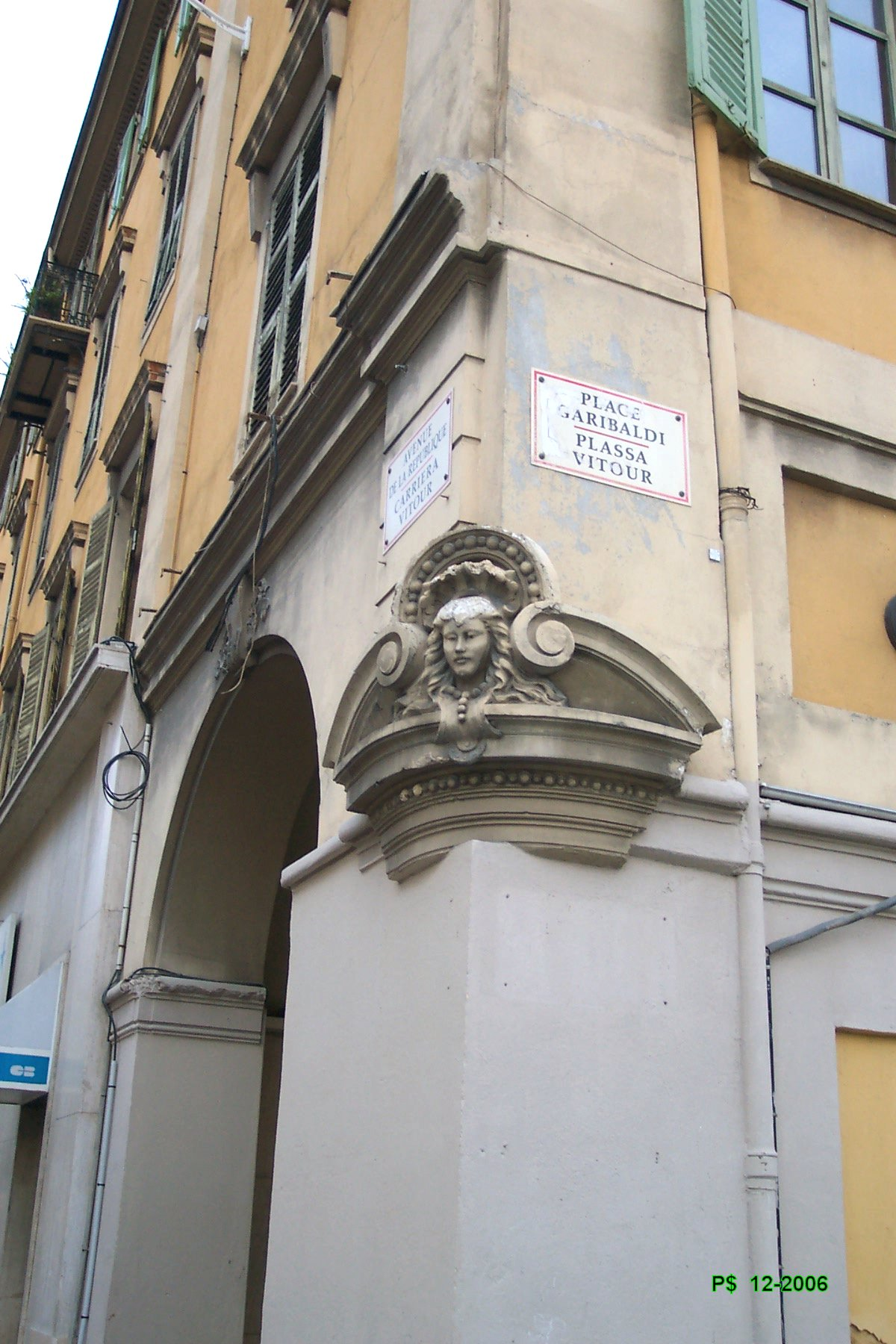
Palais Avigdor, angle rue de la République.
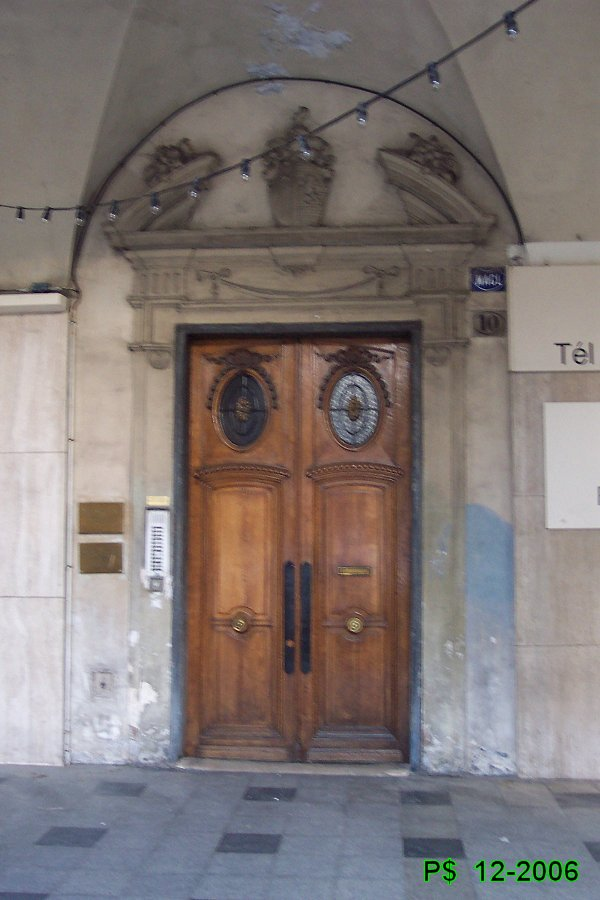
Palais Avigdor. Porte d'entrée sous les arcades.

Gilly (voir Jules-Gilly)

### J

#### Jean-Jaurès (boulevard)
De la Place Masséna à la rue Barla. Le boulevard emprunte les anciennes digues du Paillon. Axe de circulation actuel W ⇒ E.
La création du boulevard Jean-Jaurès remonte vers 1825, sous les ordres de l’intendant sarde Alexandre Crotti de Costigliole. Le boulevard s’appelle alors boulevard des Bastions, puis boulevard du Pont-Vieux. Au début du XXe siècle, il s'appelle boulevard Mac-Mahon du nom du général devenu président de la république française.

 Visite de l'avenue Jean-Jaurès
|  |  |

#### Jules-Gilly (rue)
C'est le dernier tronçon qui reliait le sud au nord de la ville au Moyen Âge, soit des Ponchettes à la porte Pairolière.

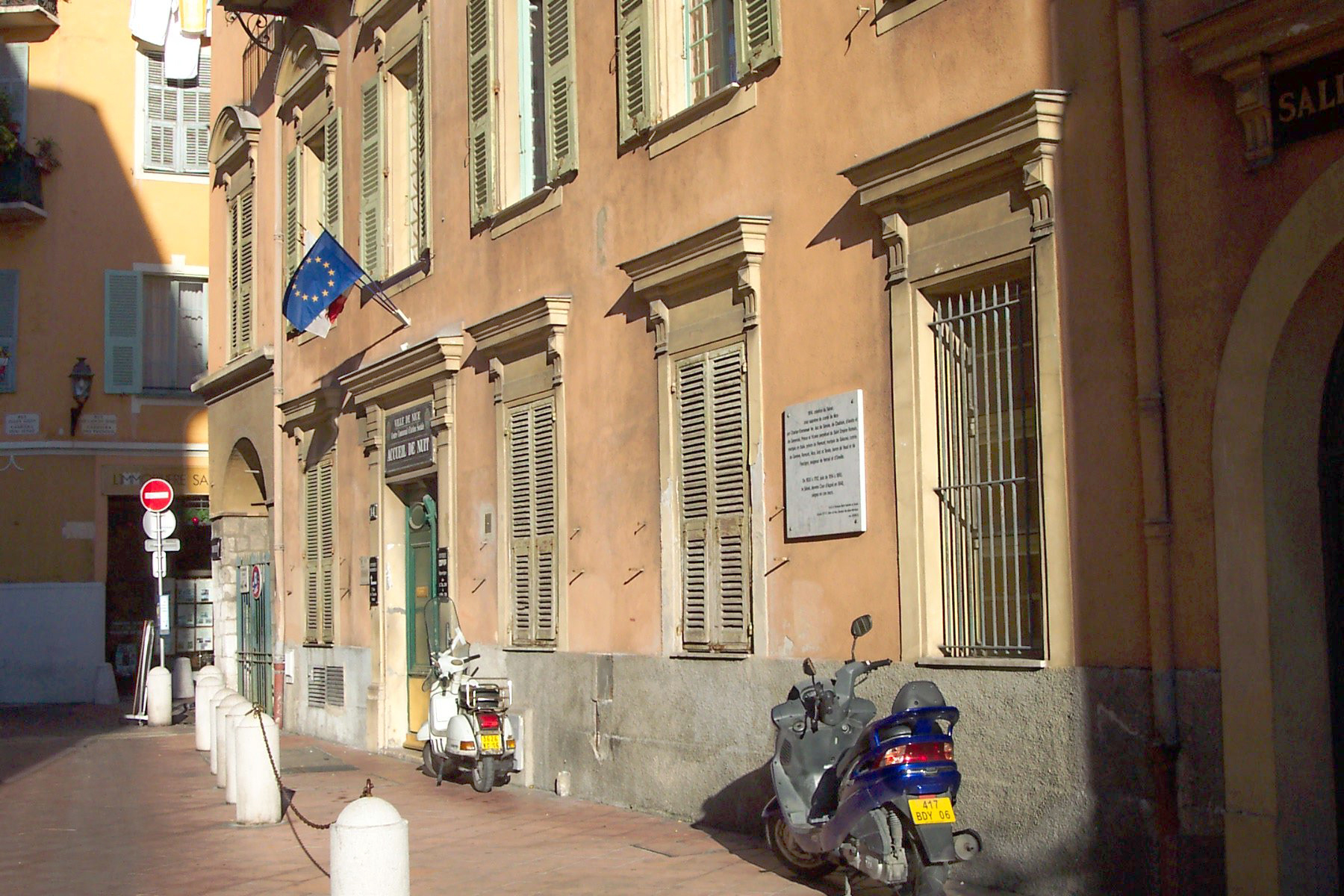
Vue de l'Ancien Sénat, devenu un asile de nuit
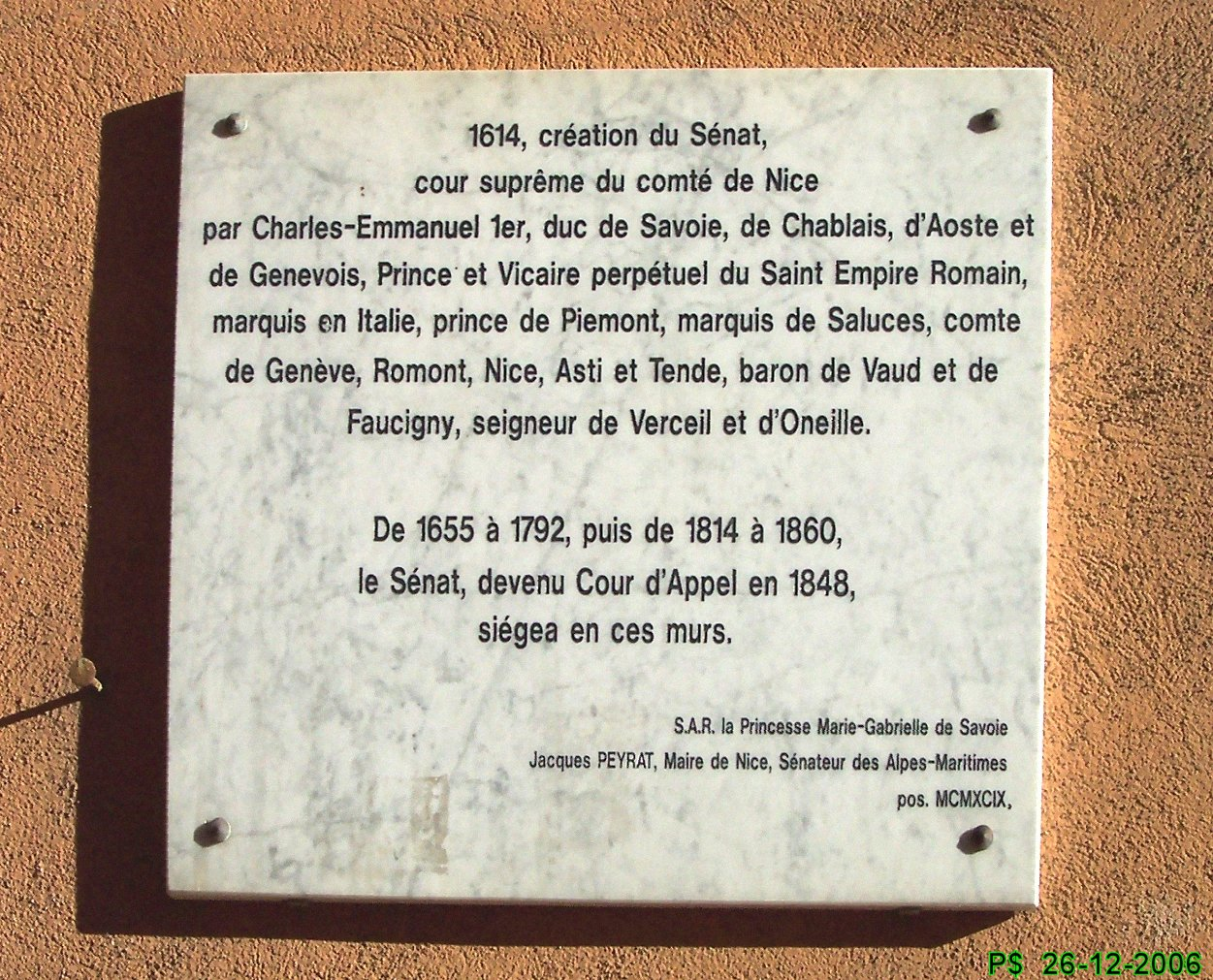
Plaque apposée en 1999 par Marie-Gabrielle de Savoie et Jacques Peyrat en 1999 (MCMXCIX) sur l'Ancien Sénat de Nice.

 Visite photo

### M

#### Malonat (rue du)

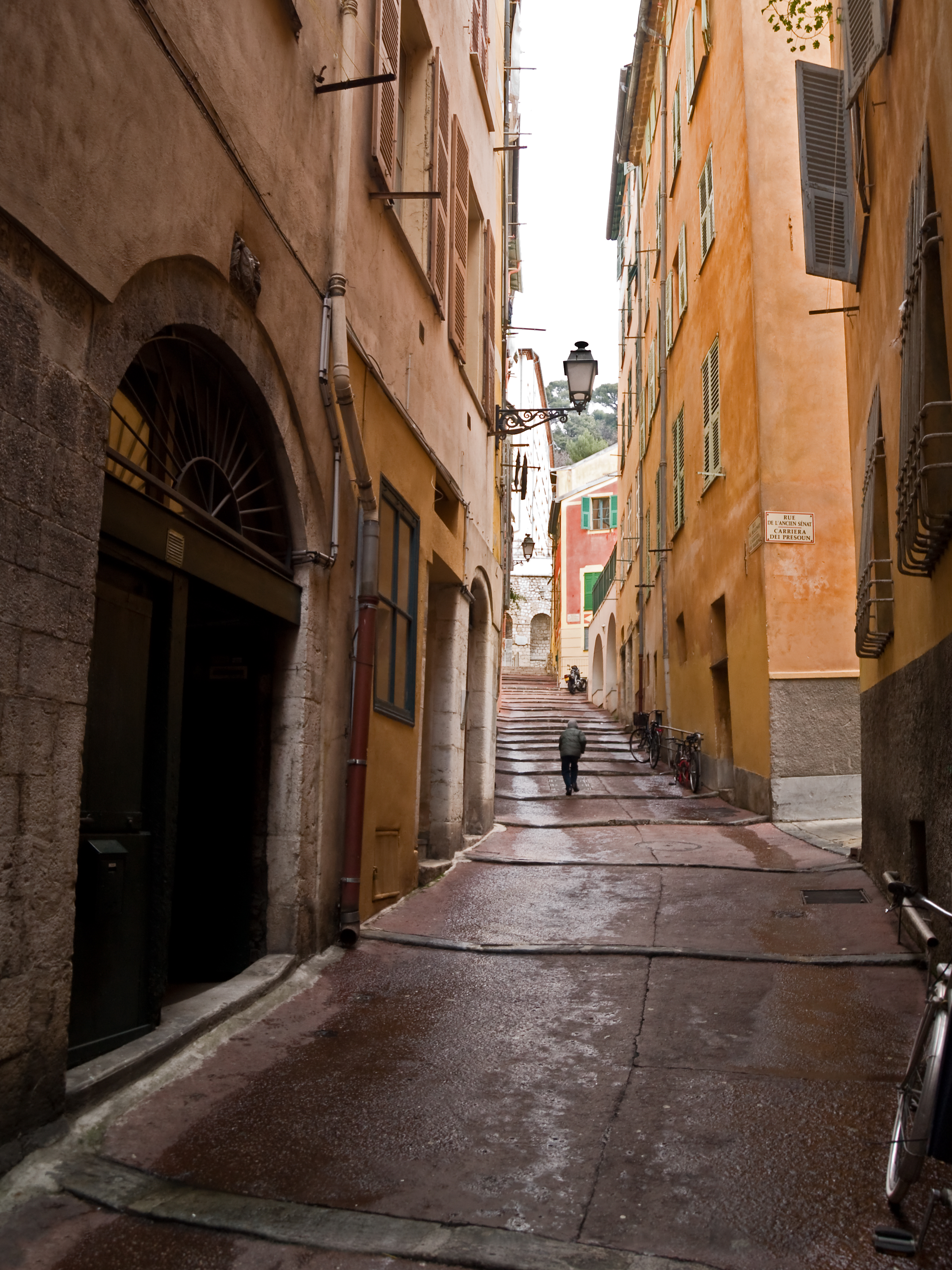
Montée de la rue du Malonat

La rue du Malonat s'élève en gradins depuis la rue de la Préfecture vers la colline du Château. Elle doit son nom aux  « maloun » (nom niçois des « tommettes »), petites plaques hexagonales en terre cuite servant au pavage des rues ou au carrelage des maisons. Pendant la Révolution et sous l'Empire, elle s'est appelée rue de la Fraternité, puis rue Oblique, avant de retrouver son nom initial.

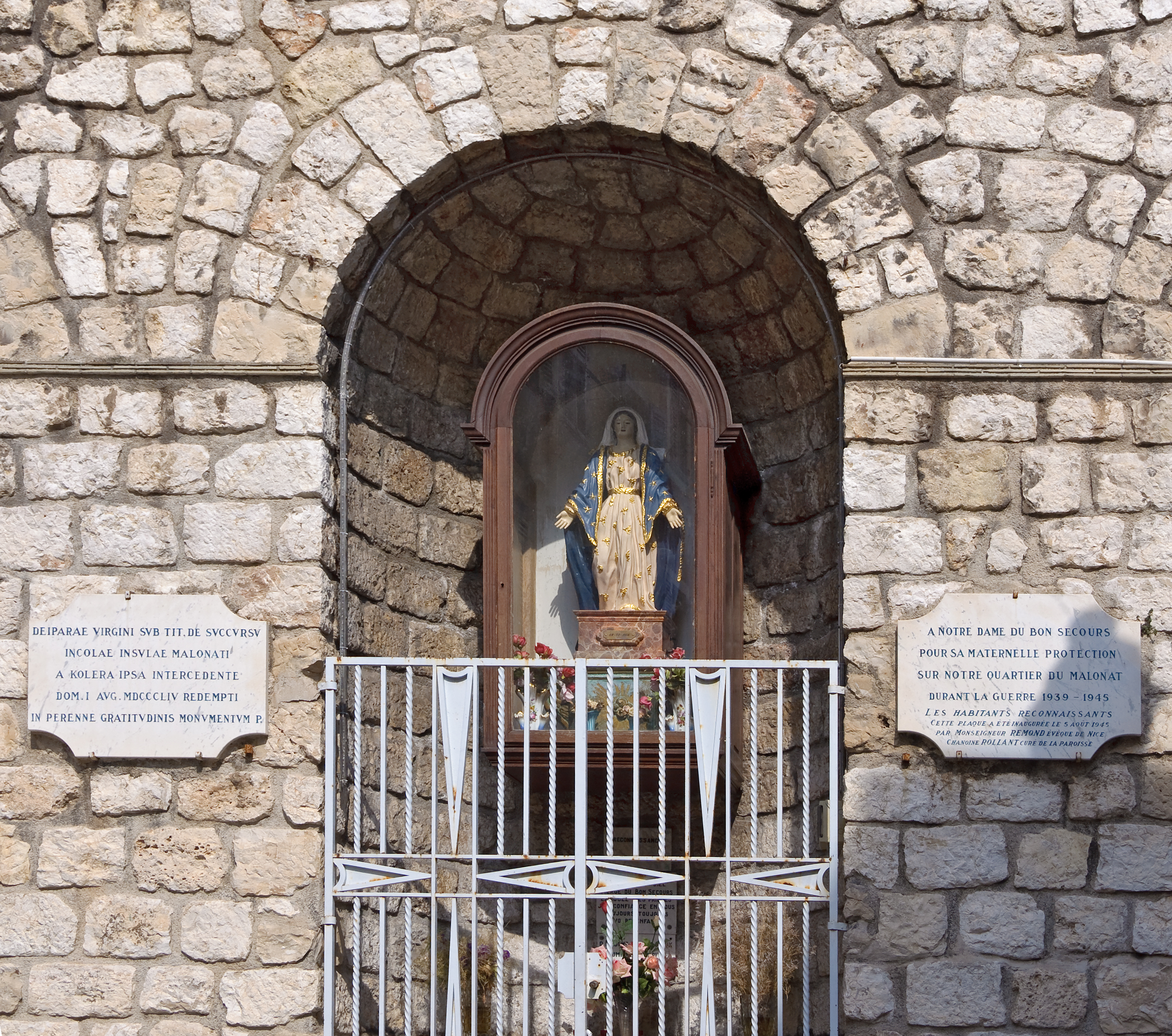
La statue de Notre Dame du Malonat dans son oratoire

Au sommet de cette rue en impasse se dresse un oratoire dédié à Notre Dame du Bon Secours. Il a été élevé en 1854 par les habitants du quartier et leur chanoine, reconnaissants d'avoir échappé à une épidémie de choléra. En effet, le choléra était apparu à Nice en juillet 1854. Les malades avaient été installés dans un bâtiment proche, l'ancien couvent des Bernardines, et les habitants s'en étaient alors remis à la Vierge. L'oratoire abrite une statue de Notre-Dame du Bon-Secours, dite aussi Notre-Dame du Malonat, faite en carton plâtre, comme le sont les chars et les grosses têtes du Carnaval niçois. La première célébration de Notre-Dame du Malonat eut lieu le 2 août 1854, l'oratoire lui-même fut inauguré le 8 septembre 1854.
Depuis lors, une fête votive est organisée dans le quartier chaque année. Elle est prise en charge par des dames patronnesses, les prioulessa. Le centenaire de cette tradition a été célébré en mai 1954, année mariale et également centenaire du dogme de l'immaculée conception. Le cent-cinquantenaire, en 2004, a donné lieu à des festivités et à des conférences.

### P

#### Pairolière (rue)
Bien connue des niçois et des touristes, c'est la rue commerçante de la vieille ville. Elle débute au nord près de la place Garibaldi, un ancien bastion protégeait l'entrée de la ville à cet emplacement. Elle rejoint au sud la place Saint-François. 

Ce terme provient du niçois pairou (= chaudron). Au Moyen Âge, c'était la rue des chaudronniers.
|  |  |

#### Rue du Pont-Vieux
Appelée simplement rue du pont vers le XVIe siècle, la rue du Pont-Vieux portait antérieurement le nom de carriera Fustaria (= rue des Fustiers ou menuisiers). La construction du Pont-Neuf en 1824 obligea d'ajouter l'adjectif vieux pour singulariser la voie qui accédait au pont Saint-Antoine. En dehors de quelques gués, c'était la seule voie carrossable vers l'autre rive du Paillon et vers la France.
|  |  |

|  |

 Visite de la rue en partant du Paillon vers la place Rossetti
Jadis, il semblerait que le côté ouest était orné de portiques gothiques retombant sur des colonnes courtes. Il en subsiste des restes au nord. À l'extrimité nord se trouvait la porte Saint-Antoine qui reliait la rue au Pont Saint-Antoine. La porte fut démontée au XIXe siècle et remontée au Château créant une fausse ruine en contrebas de la Cascade.

#### Préfecture (rue de la)
La rue de la Préfecture  a porté le nom de rue Impériale sous le Premier Empire et le Second Empire (1860-1870 à Nice).
- n° 5 : palais d’York ou palais Spitalieri de Cessole

### R

#### Place Rossetti
La place Rossetti est le cœur de la vieille ville touristique. On y trouve des restaurants sur trois côtés.
Initialement, un bloc de maisons bouchait la vue de la cathédrale Sainte-Réparate la rendant aussi difficile à voir que le palais Lascaris actuellement dans la rue Droite. Le don de cet ilot à la ville par la famille Rossetti permit sa démolition et de jouir de la vue que nous connaissons. En échange, la ville octroya le nom de la famille à la nouvelle place ainsi qu'à la rue qui grimpe vers le château.
En été, la place est maintenant occupée par les tentures des commerçants.

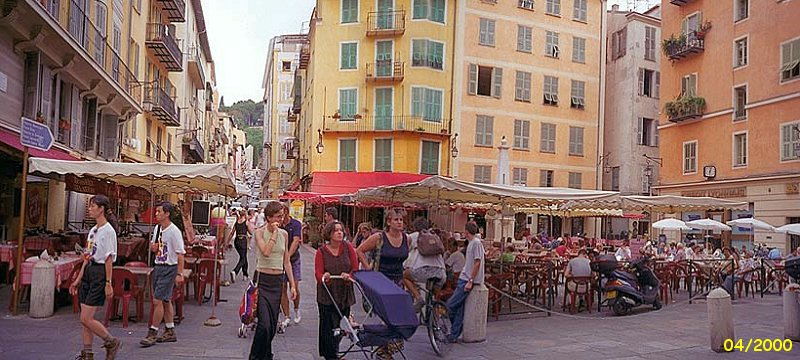
La cathédrale est derrière le photographe.

Elle fait parfois l’objet de manifestations locales comme la crèche vivante de Noël.

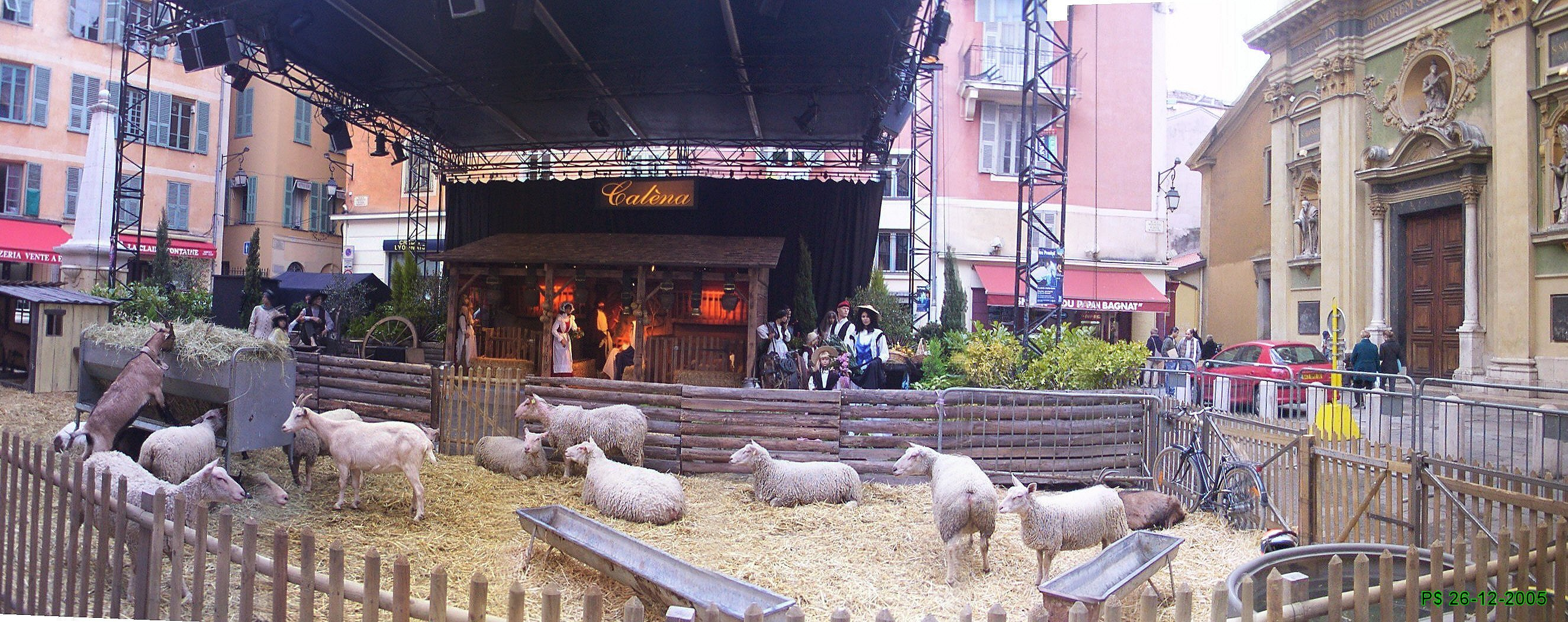
Calena = La crèche de Noël, en niçois.

#### Rue Rossetti
Partant de la place en grimpe vers l’est sur les contreforts de la colline du château. Un escalier ultime permet d’accéder à la rue du château, l’ancienne et unique voie d’accès à la citadelle. Pour le nom voir ci-dessus la place Rossetti.

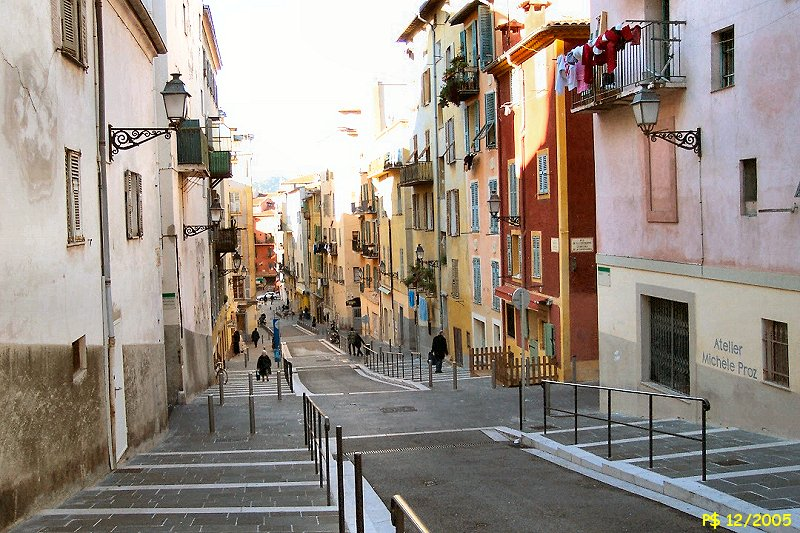
La rue Rossetti dans le sens descendant, au fond, la place aux Herbes et la place Rossetti cachée à gauche.

### S

#### Saint-Hospice (rue)
La rue Saint-Hospice va de la rue de la Providence à la ruelle Saint-François. Son nom est un hommage à saint Hospice, un ermite de la région de Nice.